# Frankie Miller
Frankie Miller, född 2 november 1949 i Glasgow, Skottland, är en skotsk sångare, gitarrist och låtskrivare. Miller blev känd på 1970-talet för låtar som "Be Good To Yourself" och "Darlin' ". Sedan han drabbades av hjärnblödning 1994 har han inte kunnat verka som musiker då han förlorade talförmågan.

## Diskografi, album
- Once in a Blue Moon (1973)
- High Life (1974)
- The Rock (1975)
- Full House (1977)
- Double Trouble (1978)
- Falling in Love (1979)
- Easy Money (1980)
- Standing on the Edge (1982)
- Dancing in the Rain (1985)